# Vordersee
Vordersee är en sjö i Österrike.   Den ligger i förbundslandet Tyrolen, i den västra delen av landet, 500 km väster om huvudstaden Wien. Vordersee ligger 2 235 meter över havet. Den högsta punkten i närheten är Aperriesspitze, 2 588 meter över havet, 1,2 km väster om Vordersee.